# Кызылот
Кызылот (тур. Kızılot) — молодой курортный посёлок и муниципалитет (махалле) в районе Манавгат, провинция Анталья, Турция. Расположен в 82 км от аэропорта Анталья. Его население составляет 1874 человека (2022).

## История
В 1998 году получил статус муниципалитета и превратился в курорт.

## Достопримечательности
Пляж: крупный песок и галька. Вход в воду не всегда удобный, так как встречаются плиты и большие камни.